# Gyrosmilia interrupta
Gyrosmilia interrupta is een rifkoralensoort uit de familie van de Euphylliidae. De wetenschappelijke naam van de soort is voor het eerst geldig gepubliceerd in 1834 door Ehrenberg.
De soort komt voor in de Rode Zee en de Golf van Aden en het zuidwestelijke en noordelijke deel van de Indische Oceaan. Ze staat op de Rode Lijst van de IUCN geklasseerd als 'niet bedreigd'.